# Île des Cygnes (ancienne île de Paris)

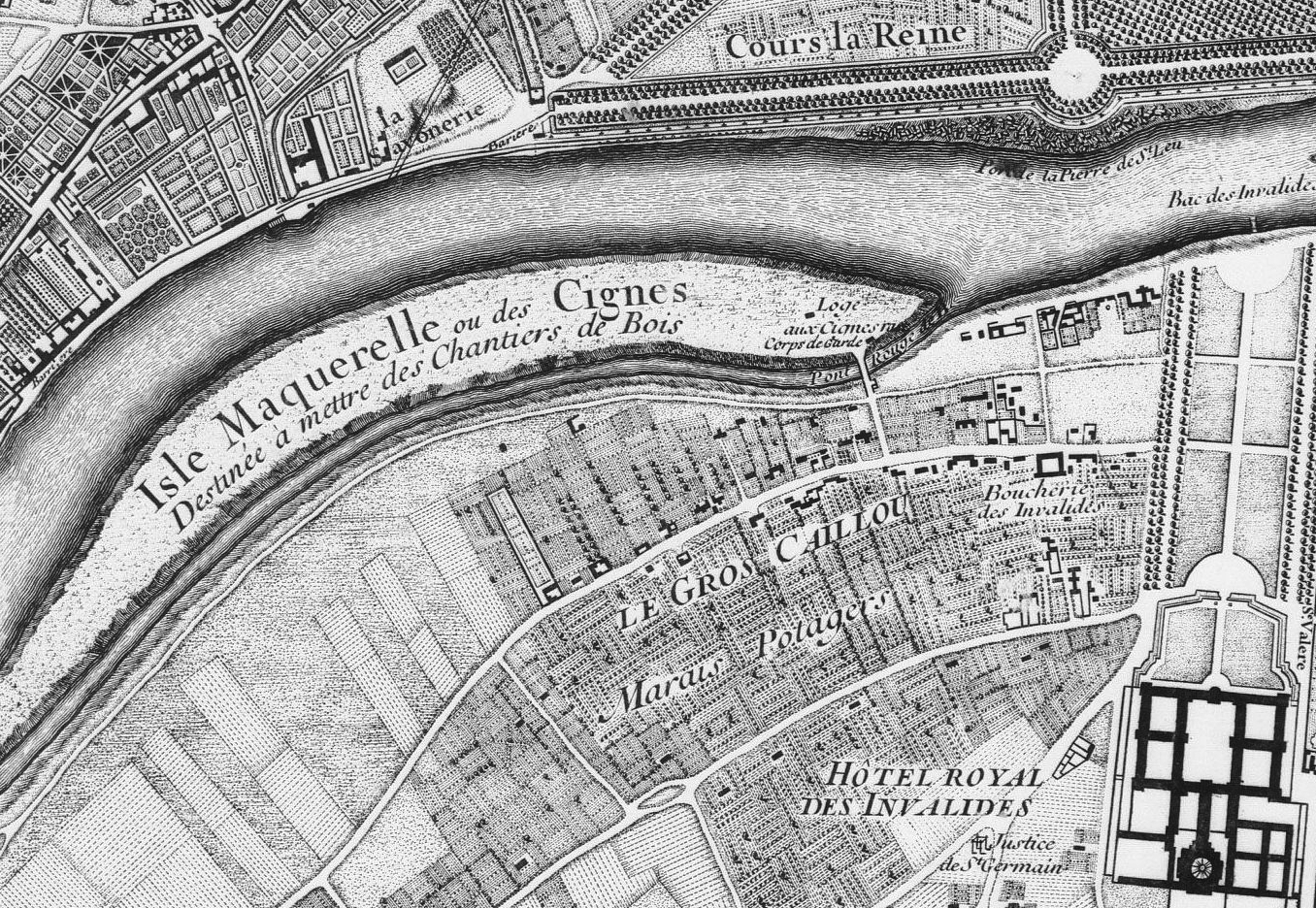
« Isle Maquerelle ou des Cignes », reliée à la rive gauche par le « pont rouge », plan de Roussel, 1730.

Pour les articles homonymes, voir Île des Cygnes.
L'île des Cygnes ou île Maquerelle est une ancienne île de Paris, réunie à la rive gauche de la Seine à la fin du XVIIIe siècle. Elle se trouvait au nord-ouest de l'actuel 7e arrondissement, dans le quartier du Gros-Caillou, entre la rue de l'Université et la Seine, les Invalides et le Champ-de-Mars, là où se situe à présent le musée du Quai Branly.
Il convient de ne pas la confondre avec l'actuelle île aux Cygnes située en aval, dans le 15e arrondissement.

## Étymologie
Le nom de Maquerelle dérive peut-être de « male » (mauvaise) « querelle » rappelant qu'en ce lieu on se battait en duel. On a également avancé qu'il pouvait s'agir d'une contraction de « ma » et de « querelle ». Il est toutefois plus probable que son nom soit dû à un particulier.
On a aussi avancé que le nom viendrait d'une maison-close installée à cet endroit sous le règne de Louis XV.

## Formation
L'île des Cygnes a été constituée par la fusion de plusieurs îlots : l'île de Grenelle, l'île des Treilles, l'île aux Vaches (à ne pas confondre avec l'île homonyme ayant donné l'île Saint-Louis), l'île de Jérusalem et l'île de Longchamp.
Elle s'étendait en largeur entre la rue de l'Université située approximativement sur l'ancien chenal comblé et la Seine (actuels quais d'Orsay et Branly), en longueur de l'actuelle rue Surcouf au boulevard de Grenelle, comprenant la partie du Champ-de-Mars proche du fleuve où est de nos jours érigée la tour Eiffel.

## Historique
Une pirogue en chêne assemblée avec des chevilles en sapin, qui pourrait être une embarcation normande datant du siège de Paris de 885-887, a été découverte lors de la construction de la culée du pont d'Iéna, en août 1806.
Au XIIIe siècle, les paysans de Chaillot ont le droit de faire paître leurs vaches sur l'île Maquerelle en échange d'une redevance en espèces et en nature payée à l'abbaye de Saint-Germain-des-Prés,. Le fermage est de 20 livres en 1492, et le bail de l'herbe est porté à 27 livres en 1551.
En 1554, afin de désencombrer le cimetière de la Trinité, le roi Henri II prescrit à l'Hôtel-Dieu de Paris de cesser d'y inhumer ses morts et de le remplacer par un cimetière à créer sur l'île Maquerelle. En 1572, après le massacre de la Saint-Barthélemy, on y enterre les corps de 1 200 victimes,.
Elle est renommée « île des Cygnes » après que des cygnes y ont été placés par ordonnance royale du 16 octobre 1676. Le « garde-cygnes » est chargé de les récupérer « depuis le pont de Saint-Cloud jusqu'à Saint-Maur et Corbeil » pour les mettre à l'abri durant l'hiver. La maison du garde-cygnes est inventoriée dans les bâtiments du roi.
Le roi cède l'île à la ville de Paris le 21 mars 1722.
Un projet de construction, sur l'« jsle des cignes », d'un hospice (« hôtel-dieu ») et de son église, complétés par une boucherie en sous-sol et au besoin d'un embarcadère (« gare »), est alors « jugé convenable », mais l'île présente « l'inconvénient d'être au dehors de la ville » et l'hospice ne sera pas réalisé. 
Vers 1730, l'île des Cygnes est rendue accessible à partir de la rive gauche par le « pont des Cignes » ou « pont rouge », situé à son extrémité orientale. Elle est alors « destinée à mettre des chantiers de bois ». Ces chantiers, dans lesquels le bois de chauffage est transformé en bûches et entreposé, ainsi que le bois de charpente, récupèrent aussi le bois des bateaux mis hors-service,.
Jean-Jacques Rousseau, après son retour en France en 1767, s'y promène.
Des lettres patentes, autorisant la ville de Paris à faire combler le canal qui sépare l'île des Cygnes du quartier du Gros-Caillou, sont signées le 20 juin 1773 et un comblement partiel du canal est signalé en 1780.
Dans un souci d'hygiène, la triperie qui fabrique de l'huile de tripes destinée à alimenter les réverbères y est transférée en 1774, et le lieu devient nauséabond. Le 11 avril 1786, une ordonnance de police dispose que « tous les abattis de bœufs, vaches et moutons, continueront d'être portés à l'île des Cygnes pour y être préparés et cuits comme à l'accoutumée […] d'après la manière prescrite par la délibération des bouchers du 18 décembre 1770 ».
En 1789, les frères Auguste-Charles et Jacques-Constantin Périer sont chargés par la ville de Paris d'y installer des moulins à vapeur pour répondre à la pénurie hivernale de farine, lorsque les eaux de la Seine sont trop basses pour alimenter les moulins à eau. L'installation, formée de deux machines à vapeur nommées la Constantine et l'Augustine, entraînant douze meules de 1,95 m de diamètre, est inaugurée le 30 novembre 1790 en présence du maire.
En 1802-1803, l'inventeur Robert Fulton y mène ses expériences sur la navigation à vapeur.
Le reste du canal est comblé en 1812, en même temps que l'on construit le pont d'Iéna.
À la même époque, la construction des bâtiments des archives et de l'Université est projetée sur un emplacement compris entre les actuels quai Branly, avenue Rapp, rue de l'Université et avenue Bosquet, à proximité du palais du roi de Rome sur l'autre rive. Ces projets sont abandonnés à la chute de l'Empire.

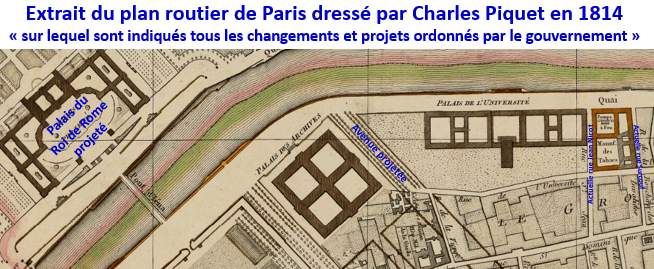
Projet pour le quartier de Gros Caillou en 1814.

C'est sur ce lieu que se trouvait le dépôt des marbres.
La pompe à feu du Gros-Caillou s'établit en 1788 à l'emplacement de la partie est de l'île puis la manufacture des tabacs en 1829.